# Richard Haynes
Pour les articles homonymes, voir Haynes.
Richard Elliot Haynes (né le 18 avril 1983 à Brisbane, Australie) est un clarinettiste australien basé en Suisse. Il interprète dans le monde entier de la musique du XVIe au XXe siècle, mais surtout de la musique de compositeurs vivants dans des contextes variés.

## Biographie

### Formation
Richard Haynes a suivi des cours de piano à partir de 1989, de clarinette à partir de 1992 puis d'alto
-  aidé à l'occasion par une bourse d'études musicales - jusqu'à la fin des études secondaires supérieures en 2000.
De 2000 à 2003, il a étudié la clarinette, la clarinette basse et la musique classique avec Floyd Williams, Brian Catchlove et Diana Tolmie au Conservatoire de l'Université Griffith du Queensland (en) à Brisbane, dont il est également diplômé d'un Bachelor of Music en 2006.
De 2006 à 2008, il poursuit ses études avec Ernesto Molonari (de) et Donna Wagner-Molinari à la Haute école des arts de Berne, où il étudie la clarinette et la musique classique ainsi que la musique nouvelle. Il termine cette partie de ses études par un diplôme de soliste de clarinette avec les félicitations.
De 2008 à 2012, il effectue une bourse de recherche en clarinette à l'Institut royal de technologie de Melbourne. Il s'agit d'une recherche de sons contemporains et d'œuvres pour clarinette et électronique, en collaboration avec l'ensemble australien ELISION (en).
De 2015 à 2018, il retrouve à temps partiel la Haute école des arts de Berne afin d'élargir ses connaissances et ses compétences en pratique artistique contemporaine (arts sonores, clarinette et composition).

### Prix pendant les études
Pendant ses études, Haynes a reçu les prix suivants :
- 2000 : Queensland. Jeune instrumentiste de l'année.
- 2003 : Jeune interprète australien de l'année.
- 2004 : APRA AMC Art Music Award 2004 : Meilleure interprétation de musique australienne.
- 2005 : Bourse culturelle de la ville de Brisbane 2004.
- 2006 : Bourse d'excellence culturelle du Goethe-Institut de Melbourne.
- 2008 : Prix de la musique de la Fondation Eduard Tschumi.
- 2008 : Bourse de liaison du Conseil australien de la recherche (APAI).
- 2009 : Premier prix du Concours de la Fondation Nicati (National : Suisse)[1].
- 2009 : Australian Research Council (APAI)[2].

### Activité en tant que clarinettiste
Après avoir fait ses débuts de soliste avec l'Orchestre symphonique du Queensland à l'âge de 17 ans en jouant le Concerto pour clarinette de John Veale, Richard Haynes a ensuite interprété d'autres concertos d'Aaron Copland, W. A. Mozart, Rankine, Smetanin, Westlake et Iannis Xenakis. Depuis qu'il a terminé ses études à Brisbane, il se produit régulièrement en Europe, aux États-Unis, en Asie, en Australie et en Nouvelle-Zélande. Au cours de sa carrière, il s'est produit en tant que soliste, musicien de chambre et d'orchestre dans de nombreux festivals de musique classique et contemporaine en Australie, aux États-Unis et en Europe, y compris les festivals internationaux d'Adélaïde, de Brisbane, de Melbourne, de Perth et de Sydney, de Budapest et de Paris, ainsi que le Festival de Lucerne, le Festival de Hollande, l'Automne de Varsovie (en), le Festival MaerzMusik Berlin et le Festival d'Avignon, le festival Archipel de Genève, le Wien Modern, le festival de Salzbourg et le Festival Lincoln Center de New York. Les orchestres symphoniques de Christchurch, Dublin, Queensland, Tasmania, le Theaterorchester Hagen (avec le Basel Sinfonietta) et les orchestres symphoniques de la radio SWR et WDR ont engagé Richard Haynes à plusieurs reprises comme clarinettiste solo ou vocal dans divers projets.
Depuis 2005, il est membre de l'ensemble australien ELISION (en), un ensemble international de musique contemporaine, et fait partie depuis plusieurs années de l'ensemble germano-suisse Praesenz, de l'ensemble néo-zélandais Stroma et de l'Ensemble Proton Bern (de). En Europe, il s'est produit avec l'Ensemble Modern (Francfort-sur-le-Main), le Klangforum Wien, le Musikfabrik (Cologne) et le CIKADA (Oslo).
Richard Haynes a étudié dans les universités de musique suivantes : Université de Californie, Berkeley, Université de Canterbury, Christchurch, Queensland Conservatorium, Université Harvard, Cambridge, Huddersfield, Université de Melbourne, Parkville, Université Stanford. Stanford, Université de Sydney, California Institute of the Arts, l'École de musique de Nouvelle-Zélande et l'École supérieure de musique de Stuttgart, chaque étude donnant lieu à des récitals solos et des conférences temporaires et offrant des cours de clarinette et de musique de chambre. Il a été engagé comme soliste pour La chute d'Icare de Brian Ferneyhough dans le cadre du programme "Campus Conducting" de la Hochschule für Musik Carl Maria von Weber Dresden et a joué cette œuvre avec 28 chefs d'orchestre différents. Richard Haynes est un professeur recherché des master classes de musique contemporaine de l'isa - Académie internationale d'été de l'Académie de musique et des arts du spectacle de Vienne.
Les activités de Haynes au lendemain de la crise COVID, c'est-à-dire à partir de début 2021 environ, sont des concerts réguliers avec l'Ensemble Proton et le BlattWerk Quintet, principalement en Suisse, parfois dans d'autres pays européens et outre-mer, la réalisation de projets sélectifs avec le Basel Sinfonietta, l'Ensemble Phoenix Basel, le Klangforum Wien et l'Ensemble Musikfabrik, ainsi que des activités récurrentes en tant que chargé de cours en musique contemporaine à l'isa - International Summer Academy Vienna.

### Nouvelles œuvres pour clarinette
De nouvelles œuvres pour clarinette ont été écrites pour lui et lui ont été dédiées par Samuel Andreyev, Trevor Bača, Richard Barrett, Aaron Cassidy, Robert Dahm, Chris Dench, Walter Feldmann, Füsun Köksal, Liza Lim, Timothy McCormack, Michael Norris, Enno Poppe, Nemanja Radivojević, Rebecca Saunders, Dominique Schafer, Jeroen Speak, Jesse Broekman, James Gardner, Jonah Haven, Alan Lawrence, Dugal McKinnon, Manuela Meier, Rachael Morgan, Michael Norris, Sean Quinn, Matthias Renaud et David Young. Il a joué dans de grandes pièces instrumentales, d'opéra ou de théâtre telles que CONSTRUCTION et Opening of the Mouth de Richard Barrett, Written on Skin de George Benjamin, EvE & ADINN de Sivan Cohen Elias, BEGEHREN de Beat Furrer,  MONDPARSIFAL de Bernhard Lang, Moon Spirit Feasting et The Navigator de Liza Lim, Delusion of the Fury de Harry Partch, Chroma and Stasis de Rebecca Saunders, El Publico de Mauricio Sotelo et KLANG : Les 24 heures du jour par Karlheinz Stockhausen.

### Premières mondiales
Haynes a créé un certain nombre de nouvelles compositions, notamment:
- Aaron Cassidy, asphyxia (1999-2000) pour saxophone soprano.
- David Chisholm, The Beginning and the End of the Snow (2005-2007) pour mezzo-soprano, clarinette/clarinette basse, alto, violoncelle, piano/clavecin/celesta, harpe[4].
- Robert Dahm, I watched you as you disappeared (2005) pour clarinette basse solo (composé pour Richard Haynes).
- Robert Dahm, These are the Numbers (2007) pour clarinette en mi bémol, percussion et violoncelle.
- Chris Dench, Sum over histories (2006) pour clarinette basse et clarinette contrebasse (composé pour Richard Haynes et Carl Rosman).
- James Dillon, Theatrum : figurae (2007) pour hautbois, clarinette/contrebasse, clarinette basse, trompette, trombone et percussion.
- Evan Johnson, Apostrophe 1 (toute communication est une forme de plainte) (2008) pour deux clarinettes basses (composé pour Richard Haynes et Carl Rosman).
- Alan Lawrence, Jacques Pasquier rencontre Yvonne Audette ici (2004) pour clarinette, violon, alto et violoncelle.
- Liza Lim, Sonorous Body (2008) pour clarinette solo en si bémol (composé pour Richard Haynes).
- Timothy McCormack, Disfix (2008) pour clarinette basse, trompette piccolo et trombone.
- Thomas Meadowcroft, Monaro Study (2008) pour deux clarinettes et bande magnétique.
- Michael Norris, De corporis fabrica (2012) pour clarinette amplifiée en si bémol (composé pour Richard Haynes).
- Maurizio Pisati, Habergeiss (2003) pour clarinette basse et guitare
- John Rodgers, 
  - Ciacco solo de l'œuvre d'ensemble.
  - Inferno, (1999-2000) pour clarinette basse et électronique.
- David Young, Breath Control (2008) pour clarinette solo (composé pour Richard Haynes).

## Instruments

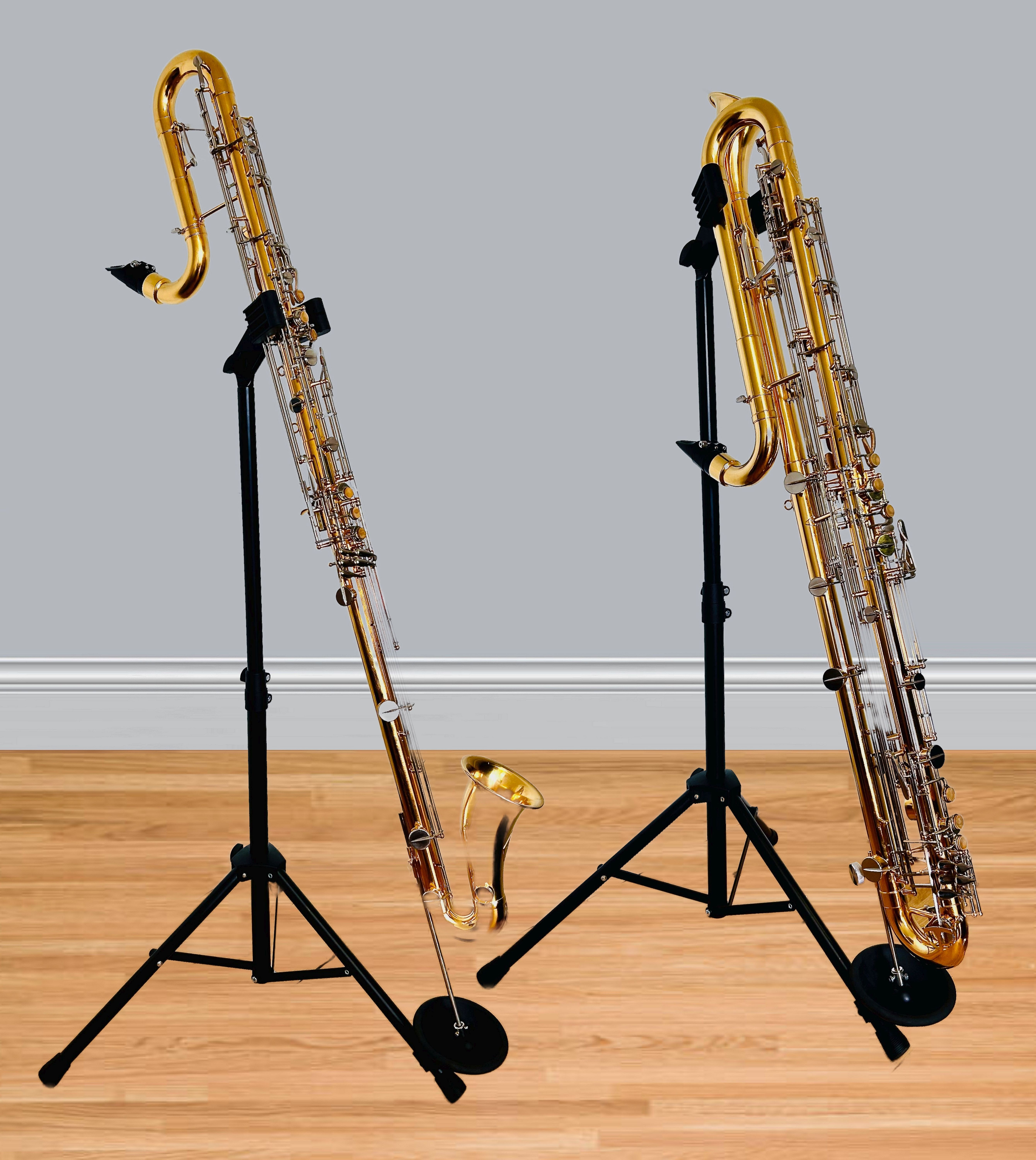
Clarinette contralto et clarinette contrebasse

Richard Haynes possède et joue les clarinettes suivantes (système Boehm) :
- Clarinette piccolo en la bémol (Leblanc)
- Petite clarinette en mi♭ (Selmer), clarinette en ut (Noblet), clarinettes en si♭/la (Seggelke Klarinetten),
- Clarinette d'amour en sol (Seggelke Klarinetten) et cor de basset en fa (Leblanc),
- Clarinette basse en si♭ (Selmer), clarinette contralto en mi♭ (Leblanc) et clarinette contrebasse en si♭ (Leblanc)[5].

## Discographie
Il existe environ 40 enregistrements CD de Haynes, dont les détails sont répertoriés sur son site Web.